# 擬設
擬設（德語：Ansatz）是數學和物理學術語。意思是先作出一個假設，並且按照這個假設去進行一系列的演算，用所得到的結果來檢驗最初的假設是否成立。當一個問題難以用直接的方法解決的時候，擬設經常是解決問題的出發點。

## 實例
統計學上面想找出兩個量之間的關係，一般是先畫散點圖，如果散點圖上面的點大致分佈在一條直線附近，就會作出這兩個量有線性關係的擬設，根據線性模型用最小二乘法做一系列的計算，再用計出來的相關係數檢驗究竟起初的假設是否成立。